# Слобода-Комарівці
Слобода-Комарівці — село в Україні, у Сторожинецькій міській громаді Чернівецького району Чернівецької області.

## Географія
Село розташоване за 16 км від колишнього районного центру м. Сторожинець, за 40 км від обласного центру м. Чернівці та за 4,4 км до залізничної платформи станції Комарівці.

## Історія
Перша згадка про село Слобідка датується 1779 роком. Першими поселенцями були бідні, знедолені люди, які втікали від панського гноблення на свободу та зупинялись у цих краях. Тож і назвали село Слобідкою, а оскільки село розташувалося поблизу невеличкого села Комарівці, то згодом, після об'єднання сіл, назвали його Слобода-Комарівці.
Пан Фльондур з родиною мешкав у Румунії, а у Слободі збудував прекрасний маєток на три поверхи: перший — підвальні аркові кімнати, де містилися кухня та різні комори, другий — великий загальний коридор та 5 просторих кімнат і тераса; третій — три кімнати з гардеробною та балконом. На той час у згаданому будинку були ще дві туалетні кімнати із проточною водою, яка була підведена до згаданого будинку. Це розкішна будівля у стилі українського бароко. Жив у маєтку племінник пана — барон Олександр Фльондур, якого місцеві називали — Барончик. На території маєтку засаджено три алеї рідкісними деревами. Споруда маєтку на даний час використовується під загальноосвітню школу I—II ступенів.
Крім того в селі проживали в гарному добротному маєтку з надвірними будівлями дві пані — сестри Марія та Єлизавета Крейдер, які мали багато лісу та землі й окремі жителі села служили цим панам. Вони прочищали ліс, складали лісоматеріал для продажу, оскільки більшість жителів села не мали свого лісу й купували його в панів для будівництва домівок та палива. Також обробляли панам землю, на якій вирощували пшеницю, жито, овес та інші. Також доглядали за худобою, свинями та птицею. Біля цього великого маєтку було дуже охайно, а також доглянутий ставочок і вся територія красувалася квітами.
До вподоби Слобідка була й гостям із Бессарабії, Румунії, Австрії та різних навколишніх сіл, які часто його відвідували. Марія Крейдер, після того як у селі згоріла церква, виділила безкоштовно необхідний ліс для розбудови нової церкви, яку було освячено у 1925 році на честь Різдва Пресвятої Богородиці Марії. Церква діє й по нині.
Маєток сестер Крейдер згорів, але в селі залишалися добротні будинки інших панів, будинок директора школи (використовували потім під контору колгоспу та пошту, а прилеглі будівлі — під столярну майстерню); двоповерховий будинок, де мешкала родина вчителів (Ісак),— залишився і по даний час вчительським будинком; будинок Любомирської Марії — відданий під ФАП, будинок ґазди Чобана — віддано під магазин, після того як він виїхав у Німеччину, будинок Василька Дмитра — під ветеринарну дільницю.
Свого часу в селі було багато працьовитих господарів і називали їх підпанками, вони своїми руками будували гарні, великі будинки: вчитель Ісак Петро (збудував двоповерховий будинок), Любомирська Марія, Василько Олекса, Василько Дмитро, Чобан Іван, найбагатшим був Бойко Дмитро.
У 1923 році при Румунській владі збудовано сільську школу, де викладалося виключно румунською мовою, а хто не бажав навчатися румунської мови був битий різками по долонях рук. Класи були різновікові, тобто діти 7-річного віку і 12-річного віку навчалися в одному класі. На той час у школі було лише два класи. На даний час згадане приміщення використовується під сільський клуб.
У 1937 році жителями села був збудований будинок для священика, який у 1946 році при поверненні в село радянської влади був відданий під дитячі ясла та дитячий садок. У цей час із села виїжджають євреї, поляки, румуни, які боялись утиску з боку більшовиків, а в 1947 році в селі створюють колгосп, головою якого був Никифоряк Григорій Іванович.
Організовували в селі так званих «яструбків», які слідкували за порядком в селі, зокрема — Косован Михайло Григорович, Проданик Володимир Миколайович, Ставнецький Микола, Леонтій Ілля Олексійович, а також працювали десятники, які збирали хліб до колгоспу. Кожен десятник відповідав за 10 людей, які повинні були здати установлену норму зерна до колгоспу. У випадку нездавання зазначеної норми, десятник повинен був дати свій хліб, тобто своє зерно. Людей, які відмовлялися здавати зерно, карали.
Після створення колгоспу силами селян будується сільська рада, першим головою сільської ради був Федорюк Петро Іванович. Згодом побудовано пам'ятник загиблим воїнам-односельцям у німецько-радянській війні 1941—1945 років (не повернулося 87 солдатів — це велика втрата для такого невеличкого села, пізніше, уже на мирній відвойованій землі від важких воєнних ран померло ще 89 учасників війни). Серед живих залишився один інвалід війни — Богатирець Орест Євгенович, один учасник бойових дій — Федорюк Дмитро Григорович, та 48 «учасників» війни.
У 1958 році землі колгоспу об'єднали із Комарівськими землями і утворили один колгосп «8 Березня», а село підпорядкували Комарівській сільській раді. Певний час на с. Слобода-Комарівці мало хто звертав увагу, адже центром колгоспу були с. Комарівці і вся розбудова відбувалася там. 
У 1999 році за неодноразовими зверненнями громадян с. Слобода-Комарівці, особливо депутатів села, ставиться питання про від'єднання с. Слобода-Комарівці від с. Комарівці. Прохання жителів села задовольняється і за рішенням ХІІІ сесії ХХІІІ скликання Чернівецької обласної ради за № 153-13/2000 від 21.10.2000 року призначено вибори депутатів Слобода-Комарівської сільської ради та сільського голови на 21 січня 2001 року. Першим сільським головою с. Слобода-Комарівці було обрано місцеву жительку Леонтій Марію Василівну (нар. 1948), яка пропрацювала на посаді сільського голови близько 10 років.
17 липня 2020 року, в результаті адміністративно-територіальної реформи та ліквідації Сторожинецького району, село увійшло до складу Чернівецького району.

## Сучасність
Село Слобода-Комарівці, невеличке — 389 господарських дворів, населення складає 1102 осіб, загальна площа — 2413,5 га, розпайовано 766 га земель, ліс складає 1052 га, 335 осіб одержали право на отримання земельних паїв, у власному користуванні жителів села знаходиться 240 га, 326 га становлять земельні паї у власному користуванні. Є два ставки розміром 9 га, які здано в оренду. Проведено телефонізацію (312 телефонних номерів). Силами громади проведено газопровід високого та низького тиску, блакитним вогником користуються 183 домогосподарства, а в перспективі розраховано ще на 350 домогосподарств. Також проведено освітлення центральної вулиці села. Збудовано відділення поштового зв'язку, адмінбудинок сільської ради на 6 кабінетів і все це проводилося в основному методом народної забудови. В селі функціює дошкільний навчальний заклад «Золотий ключик», відремонтовано та добудовано 2 класні кімнати школи, реконструйовано спортивну залу. Крім того проведено ремонт фельдшерсько-акушерського пункту, до нього підведено природний газ, збудовано нову криничку та забезпечено проточною водою. Повністю перекрито дах сільського клубу та бібліотеки, замінено водостічні труби, а також проведено внутрішній ремонт даного приміщення.
На території села діє дві церкви: Різдва Пресвятої Богородиці та Свято Михайлівська. Остання за радянських часів була зруйнована, а в 2002 році силами парафіян відновлена, активну участь у її відбудові брав священик Косован Захарій Іванович, який і зараз є священнослужителем обох церковних парафій. Всі жителі села належать до однієї православної віри і інших конфесій в селі немає. Відновлено та реконструйовано пам'ятник загиблим воїнам, облаштовано територію парку біля згаданого пам'ятника. 
В селі працює магазин «Престиж», що збудований ПП Кошарюком В. В. та має два відділення: господарські та продовольчі товари.
У селі відроджуються давні звичаї святкування різдвяних свят, Меланки, Василія, працює гурток «З народних джерел», діє фольклорна група «Слобідчанка». Щорічно проводиться святкування Дня Села — перша неділя серпня.
Нинішній сільський голова Дульгер Любов Георгіївна планує провести зовнішній ремонт сільського клубу та бібліотеки, замінити огорожу біля згаданого приміщення клубу, збудувати нову огорожу біля новозбудованого адмінбудинку сільської ради та пошти, а також заасфальтувати дорогу в центрі села, протяжністю 1 км. Розглядається можливість відкриття туристичної бази (відкрити лижну трасу та організувати зону відпочинку туристів на ставках та озерах села), надалі шукати можливості створення робочих місць для жителів села.

## Населення

### Мова
Розподіл населення за рідною мовою за даними перепису 2001 року:
| Мова       | Кількість | Відсоток |
| ---------- | --------- | -------- |
| українська | 957       | 99.69%   |
| російська  | 2         | 0.31%    |
| польська   | 1         | 0.10%    |
| Усього     | 960       | 100%     |